# El Camino (album)
El Camino là album phòng thu thứ bảy của nhóm song tấu rock Mỹ The Black Keys. Album do Danger Mouse hợp tác sản xuất với nhóm nhạc và được phát hành trên Nonesuch Records ngày 6 tháng 12 năm 2011.